# Dégagement d'urgence
Le dégagement d'urgence est la mobilisation d'une victime lorsque celle-ci est soumise à un danger
- vital (risque de mort) ;
- réel et immédiat ;
- que l'on ne peut pas supprimer ;
- auquel elle ne peut pas se soustraire (victime inconsciente ou présentant un traumatisme l'empêchant de bouger, par exemple une fracture de la jambe).

Il faut alors tirer la victime dans une zone de sécurité, en se protégeant au maximum. Les exemples typiques sont :
- victime allongée sur une voie de circulation à grande vitesse (comme une autoroute) ;
- victime inconsciente dans une atmosphère empoisonnée : il faut intervenir en apnée ;
- victime inconsciente dans la fumée, un incendie : on n'interviendra que si l'on voit la victime depuis la sortie, en apnée et en se protégeant de la chaleur ;
- victime inconsciente dans un véhicule qui commence à prendre feu, ou bien menacée par la montée des eaux ;
- victime menacée par la chute d'un objet.

Il faut être conscient que d'une part le sauveteur s'approche du danger, donc se met lui-même en danger ; et que d'autre part, la mobilisation de la victime risque d'aggraver un éventuel traumatisme. Le dégagement d'urgence est parfois la seule chance de survie pour la victime, mais il convient de l'effectuer avec circonspection.

## Techniques de dégagement à un sauveteur
Il convient d'adopter une technique qui corresponde à la configuration des lieux ainsi qu'aux capacités du sauveteur vis-à-vis de la corpulence de la victime.
Toute technique est bonne, notamment la saisie par les vêtements si ceux-ci sont suffisamment solides. Les techniques peuvent se réaliser à deux sauveteurs, en particulier si la victime a une forte corpulence ; cependant, cela oblige deux personnes à s'exposer au danger. Le deuxième sauveteur peut être plus utile en sécurisant la zone ou en prévenant les secours.
Plusieurs techniques sont présentées ci-dessous à titre d'exemple.

### Dégagement d'un enfant
La méthode de dégagement d'urgence d'un enfant consiste tout simplement à porter l'enfant :
- un bras passe sous la nuque, la main venant saisir l'épaule de l'enfant ;
- l'autre bras passe sous les cuisses et saisit la hanche.

### Traction par les chevilles
La méthode la plus simple consiste à se placer aux pieds de la victime en regardant vers sa tête, à saisir les chevilles de la victime et à la tirer sur le sol en reculant. Cela permet ainsi de garder le tronc de la victime sur un plan, donc de réduire les risques d'aggravation d'un éventuel traumatisme instable ; par contre, cela n'est pas possible si le sol présente des aspérités importantes ou si l'on rencontre une marche ou un obstacle de ce type (par exemple rail de chemin de fer), en raison des chocs à la tête.
On s'attachera à ce que les pieds de la victime restent au niveau des genoux du sauveteur ; ainsi, le sauveteur garde le dos relativement droit (minimisation du risque de lumbago pour le sauveteur), et le bassin de la victime reste au sol (minimisation du risque d'aggravation d'un éventuel traumatisme instable chez la victime).
Jusqu'en 1991, on indiquait en France qu'il fallait coincer les mains de la victime dans son pantalon, sa ceinture ou sa jupe ; ceci retarde inutilement la réalisation du geste, et fait donc courir un risque mortel au sauveteur et à la victime, sans bénéfice notable, et n'est donc plus indiqué. Notons que la technique peut se pratiquer que la victime soit sur le dos, sur le ventre ou sur le côté.

### Traction par les poignets
Cette méthode consiste à se placer à la tête de la victime en regardant ses pieds, à saisir les poignets de la victime et à la tirer en reculant.

### Saisie par les poignets/traction sous les aisselles
Cette technique consiste à porter la victime en laissant traîner ses pieds. Elle est plus longue à mettre en œuvre que les précédentes et nécessite plus d'effort, elle ne peut donc se concevoir que si le sauveteur est suffisamment fort et s'il dispose d'une dizaine de secondes de délais (et s'il a une endurance suffisante s'il doit intervenir en apnée). Elle n'est de ce fait plus montrée en France à l'AFPS/PSC1 depuis 2001, mais est enseignée au PSE1.
Le sauveteur se place aux côtés de la victime, au niveau du bassin, en regardant vers la tête ; il se met en trépied : le genou contre la victime est au sol, l'autre est levé. Puis, avec la main la plus proche de la victime, il saisit l'épaule la plus éloignée ; l'autre main se place sous la nuque. Avec cette saisie, il assied la victime et fait pivoter le genou levé contre le dos de la victime afin de former un dossier.
Puis, il vient se placer accroupi derrière la victime (c'est alors son torse qui forme le dossier), il croise les bras de la victime sur le ventre, passe ses bras sous les aisselles et vient saisir le poignet opposé : la main droite du sauveteur saisit le poignet gauche de la victime, et vice versa.
Le sauveteur plaque la victime contre sa poitrine, il se cambre en arrière et se lève en poussant sur ses cuisses. Une fois debout, il se déplace jusqu'à être en sécurité. Lors de la manœuvre, la victime doit rester bien plaquée contre la poitrine (de même qu'un objet lourd est porté contre soi pour réduire les efforts), et le sauveteur doit garder le dos droit ou légèrement cambré en arrière pour éviter de se blesser (lumbago).
La dépose se fait à l'inverse de la levée : le sauveteur s'accroupit en maintenant la victime plaquée, il met une main sous la nuque, l'autre passe devant la victime et saisit l'épaule, puis il pivote du côté de la main sous la nuque pour se retrouver en trépied, le genou levé soutenant le dos. Il abaisse délicatement la victime en effaçant le genou.

### Sortie d'un véhicule par la porte
Cette technique, comme tous les dégagements d'urgence, se limite aux dangers vitaux, réels et immédiats ; elle est recommandée essentiellement dans le cas d'un véhicule qui commence à prendre feu ou d'une victime en arrêt cardio-circulatoire. Elle n'est plus enseignée au grand public (PSC1) en France :
- en cas de danger réel, dans les faits, elle n'est pas mise en œuvre en raison du stress (le dégagement se fait en général en tirant les vêtements),
- et en absence de danger réel, elle incite à sortir les victimes du véhicule même lorsque cela est inutile, avec donc un risque important d'aggravation d'éventuels traumatismes.

Outre le risque dû au feu, le sauveteur est confronté à un possible déclenchement accidentel d'un coussin gonflable de sécurité (type « Airbag® »). Il doit donc faire attention à ne pas pénétrer dans l'habitacle à l'exception de ses bras.
Cette technique peut s'utiliser lorsque la victime est accessible par une portière.
Le sauveteur s'accroupit et ouvre la portière ; étant en position basse, il évite les éventuelles fumées. S'il s'agit du conducteur, il ramène les pieds de la victime vers l'arrière afin de les libérer des pédales. Puis, le sauveteur fait passer sa main côté avant le long du ventre de la victime, il libère la ceinture de sécurité et en dégage le bras de la victime qui se trouve côté extérieur ; il peut aussi la couper avec un couteau (par exemple type cutter) ou un coupe-ceinture.
Toujours avec son bras côté avant, il passe sous l'aisselle extérieure de la victime et vient saisir le menton ; si nécessaire, il redresse la victime contre le dossier. Il se redresse et passe l'autre bras dans le dos, et vient saisir l'aisselle opposée ou bien la ceinture. Alors, il plaque sa joue contre la joue de la victime et la tient fermement. Il se redresse en se cambrant légèrement en arrière et recule, sortant ainsi la victime ; pour extraire la victime, il peut le cas échéant s'aider en appuyant ses genoux sur le bas de caisse.
La victime ainsi extraite est tirée en sécurité ; le principe général du portage ainsi que la dépose sont les mêmes que pour la technique de dégagement par saisie par les poignets (cf. ci-dessus).

### Autres techniques

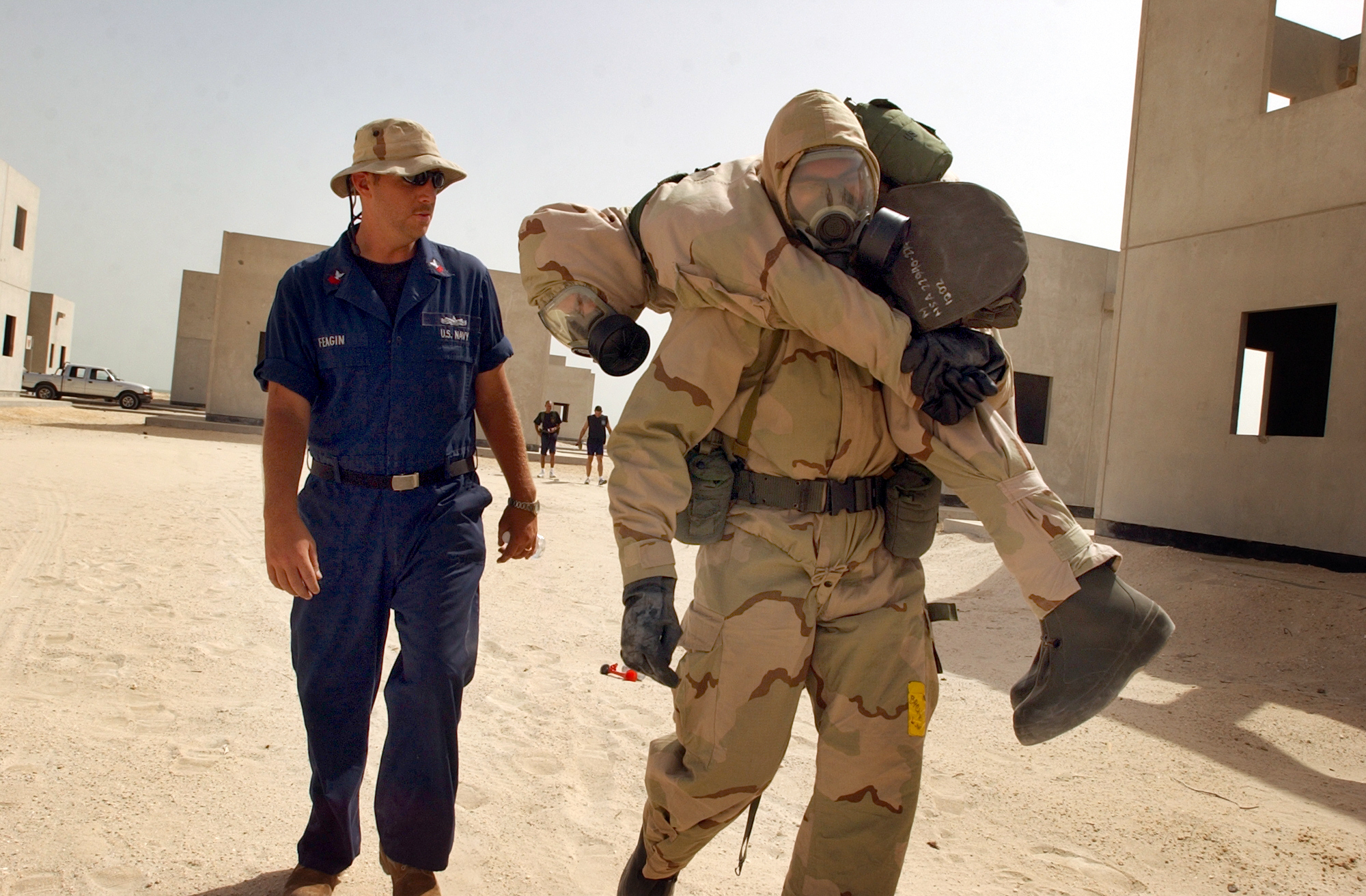
« Porté pompier » : exercice de dégagement d'urgence en atmosphère toxique (US Army)

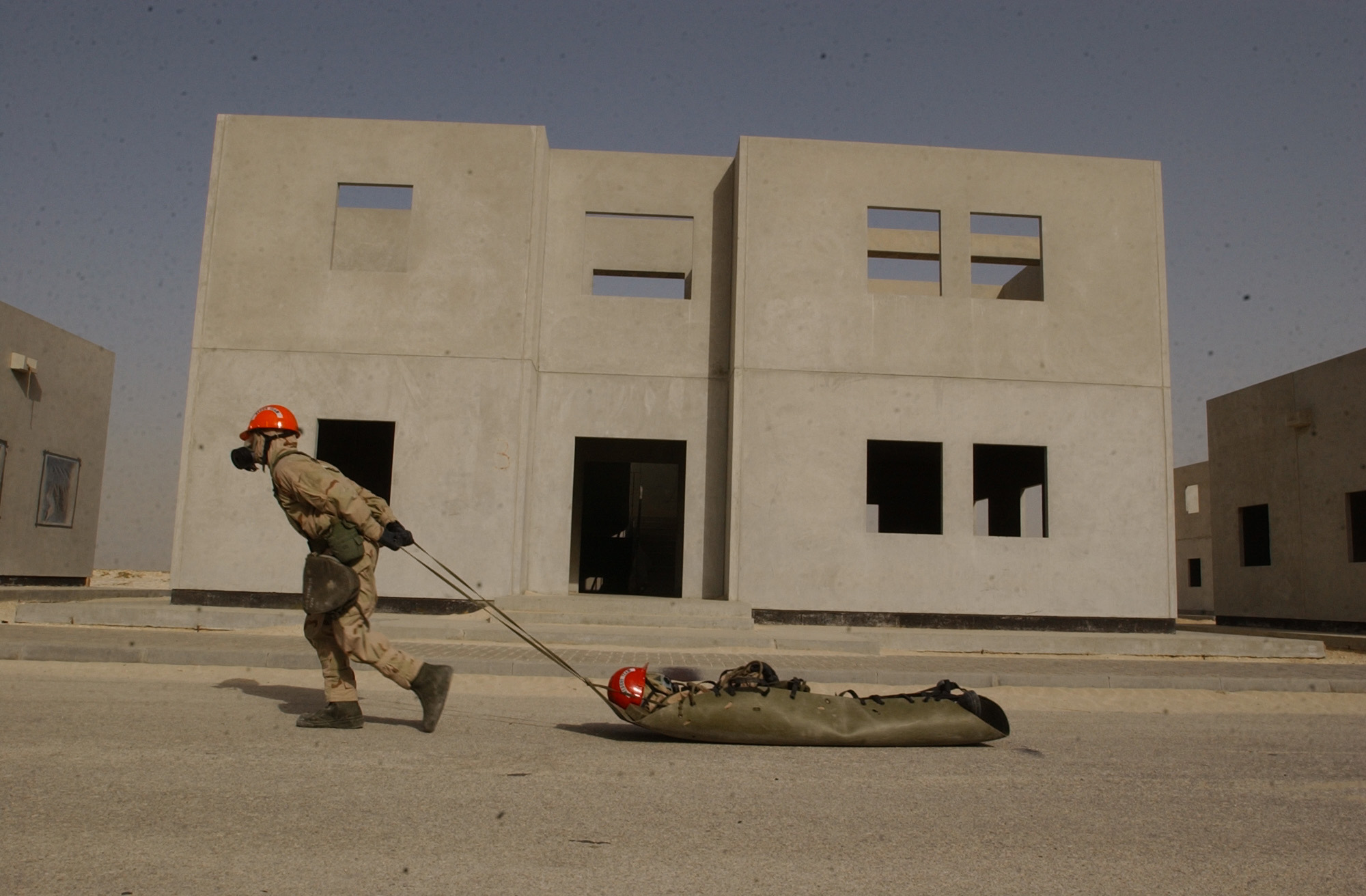
Traction par corde avec un support glissant : exercice de dégagement d'urgence en atmosphère toxique (US Army)

Les enseignements de premiers secours et de secourisme présentent des techniques facilement réalisables sans matériel malgré une différence de gabarit. Toutefois, à partir du moment où la victime est en situation de danger mortel et certain, toute technique est envisageable. Les services spécialisés dans le secours, en particulier les pompiers et l'armée, ont développé d'autres techniques : « porté pompier » (victime en travers des épaules), transport sur le dos en maintenant les bras, traction à l'aide de sangles, …

## Techniques avec un équipier relais
Pour dégager une personne allongée sous un véhicule ou un obstacle bas, un équipier rampe pour saisir les pieds ou les poignets de la victime, et un ou deux équipiers tirent les pieds dudit équipier. Ce type de dégagement peut s'envisager lorsque des soins urgent doivent être prodigués ou bien pour soustraire la victime à un danger réel, vital et immédiat.
On peut aussi l'envisager pour dégager une victime dont l'état ne risque pas de s'aggraver par la manœuvre, comme par un exemple une personne ayant fait un malaise alors qu'elle travaillait sous le véhicule ; dans ce cas-là, on prendra le temps de caler le véhicule pour éviter un mouvement accidentel.